# 周健 (1962年)
周健（1962年1月—），广西罗城人，壮族，中华人民共和国政治人物、第十一届全国人民代表大会广西地区代表。

## 生平
毕业于广西师范大学教育经济与管理专业。加入中国民主促进会。担任广西柳州市二中副校长、民进柳州市委员会副主任委员。2008年起担任全国人大代表。